# Südkoreanische Badmintonmeisterschaft 1996
Die Südkoreanische Badmintonmeisterschaft 1996 fand vom 28. November zum 2. Dezember 1996 in Busan statt. Es war die 39. Auflage der Titelkämpfe.

## Medaillengewinner
| Disziplin    | Gold                       | Silber                         | Bronze                      |
| ------------ | -------------------------- | ------------------------------ | --------------------------- |
| Herreneinzel | Lee Kwang-jin              | Han Dong-sung                  | Jun Jong-bae                |
| Herreneinzel | Lee Kwang-jin              | Han Dong-sung                  | Kim Yong-ho                 |
| Dameneinzel  | Ra Kyung-min               | Kim Ji-hyun                    | Park Jin-hyun               |
| Dameneinzel  | Ra Kyung-min               | Kim Ji-hyun                    | Choi Ma-ree                 |
| Herrendoppel | Kim Dong-moon Ha Tae-kwon  | Kang Kyung-jin Yoon Seung-hyun | Kim Yong-hyun Yim Bang-eun  |
| Herrendoppel | Kim Dong-moon Ha Tae-kwon  | Kang Kyung-jin Yoon Seung-hyun | Kim Hak-kyun Yoo Yong-sung  |
| Damendoppel  | Park Soo-yun Gil Young-ah  | Chung Jae-hee Yim Kyung-jin    | Ra Kyung-min Lee So-young   |
| Damendoppel  | Park Soo-yun Gil Young-ah  | Chung Jae-hee Yim Kyung-jin    | Kwon Eun-hee Kim Mee-hyang  |
| Mixed        | Ha Tae-kwon Kim Shin-young | Park Sung-woo Jang Hye-ock     | Bae Ki-dae Kim Kyeung-ran   |
| Mixed        | Ha Tae-kwon Kim Shin-young | Park Sung-woo Jang Hye-ock     | Kim Yong-hyun Yim Kyung-jin |